# Jean-François Ménard
Pour les articles homonymes, voir Ménard, James Campbell et Campbell.
Cet article concerne l'écrivain. Pour le général de l'Empire, voir Jean-François Xavier de Ménard.
Œuvres principales
Écriture
- Les Messagers du temps

Traduction
- Artemis Fowl d'Eoin Colfer
- Le Bon Gros Géant de Roald Dahl
- Harry Potter de J. K. Rowling
- Amandine Malabul de Jill Murphy (en)

Jean-François Ménard, également connu sous les pseudonymes James Campbell et Camille Fabien, né le 10 juillet 1948 à Paris, est un écrivain et traducteur français. Il est notamment connu pour avoir traduit les séries britanniques à succès Artemis Fowl d'Eoin Colfer et Harry Potter de J. K. Rowling, mais aussi pour avoir écrit la série de livres-jeux Les Messagers du temps et traduit d'autres livres-jeux anglophones.

## Biographie
Jean-François Ménard est né à Paris le 10 juillet 1948. Il a étudié la philosophie à Nanterre et a ensuite travaillé comme assistant pour plusieurs réalisateurs de cinéma à Paris. Sur le plateau, il raconte souvent des histoires qu'il invente à ses collègues, qui apprécient. Il décide alors de les écrire. Jean-François Ménard a publié, depuis, de très nombreux livres.
Sous le pseudonyme de James Campbell, il est également l'auteur de la série de livres-jeux Les Messagers du temps. Livres-jeux dont il a traduit de nombreux volumes chez Gallimard, à commencer par le premier tome du genre, Le Sorcier de la Montagne de Feu sous le pseudonyme de Camille Fabien.
Il a aussi traduit près de 250 ouvrages, en particulier de la littérature jeunesse, comme Le Bon Gros Géant de Roald Dahl, ou les séries d’Artemis Fowl de Eoin Colfer et de Harry Potter de J. K. Rowling.
Il figure dans la « Honour List » 2016 de l' IBBY, dans la Catégorie Traducteurs, pour sa traduction de Ne tombe jamais de Patricia McCormick. 
Le 31 mars 2017, l'Université de Mons (Belgique) lui a accordé le titre de docteur Honoris Causa pour le récompenser de son travail de traduction sur la saga Harry Potter.

## Œuvre
- Quinze Millions pour un fantôme, 1980
- L'Île du Dieu maussade, 1980
- Basile et Antonin : Le Violon noir, 1983
- Les Messagers du temps, sous le nom de James Campbell
  - Le Carillon de la mort, 1987
  - Le Masque de sang, 1987
  - L'Homme au cheval de brume, 1988
  - Objectif : Apocalypse, 1989
- Le Voleur de chapeaux et Autres Contes pour la semaine, 1990
- Jimmy Lalouette, 1993
- Un costume pour l'enfer, 1995
- La Ville du désert et de l'eau, 1997
- L'Oiseau de malheur, 1998
- La Sorcière Mangetout, 1998
- Du balai la sorcière, 1999
- Dehors la sorcière, 2000
- Mam'zelle Dédé, 2007
- Panique chez les Bouledogre, 2009

## Traductions
De l'anglais au français
Séries
- Artemis Fowl d'Eoin Colfer (8 tomes)
- Harry Potter de J. K. Rowling (7 tomes, 1 pièce de théâtre)
- Les Chroniques de Prydain de Lloyd Alexander (2 sur 5)
- Amandine Malabul de Jill Murphy (en)
- Éloïse de Kay Thompson

Autres
- La Dernière Folie de Caligula, coll. « Défis de l'histoire », Un livre dont vous êtes le héros, de James Herbert Brennan
- Le Bon Gros Géant de Roald Dahl
- Trois hommes dans un bateau de Jerome K. Jerome
- Le Rêve de la forêt profonde de Malcolm Bosse
- Le Passage de Louis Sachar
- Le Guide des chats du Vieil Opossum de T. S. Eliot, septembre 2010, décembre 2015
- Ne tombe jamais de Patricia McCormick (en), 2014[5]
- La Sorcière dans les airs de Julia Donaldson, février 2015
- Mon ami Fred[8], texte de Eoin Colfer, illustrations de Oliver Jeffers, ((en) Imaginary Fred, 2015), Gallimard Jeunesse, 2016
- Le Théorème des Labyrinthes de Tom Pollock, février 2019